# Juan Bautista Mahiques

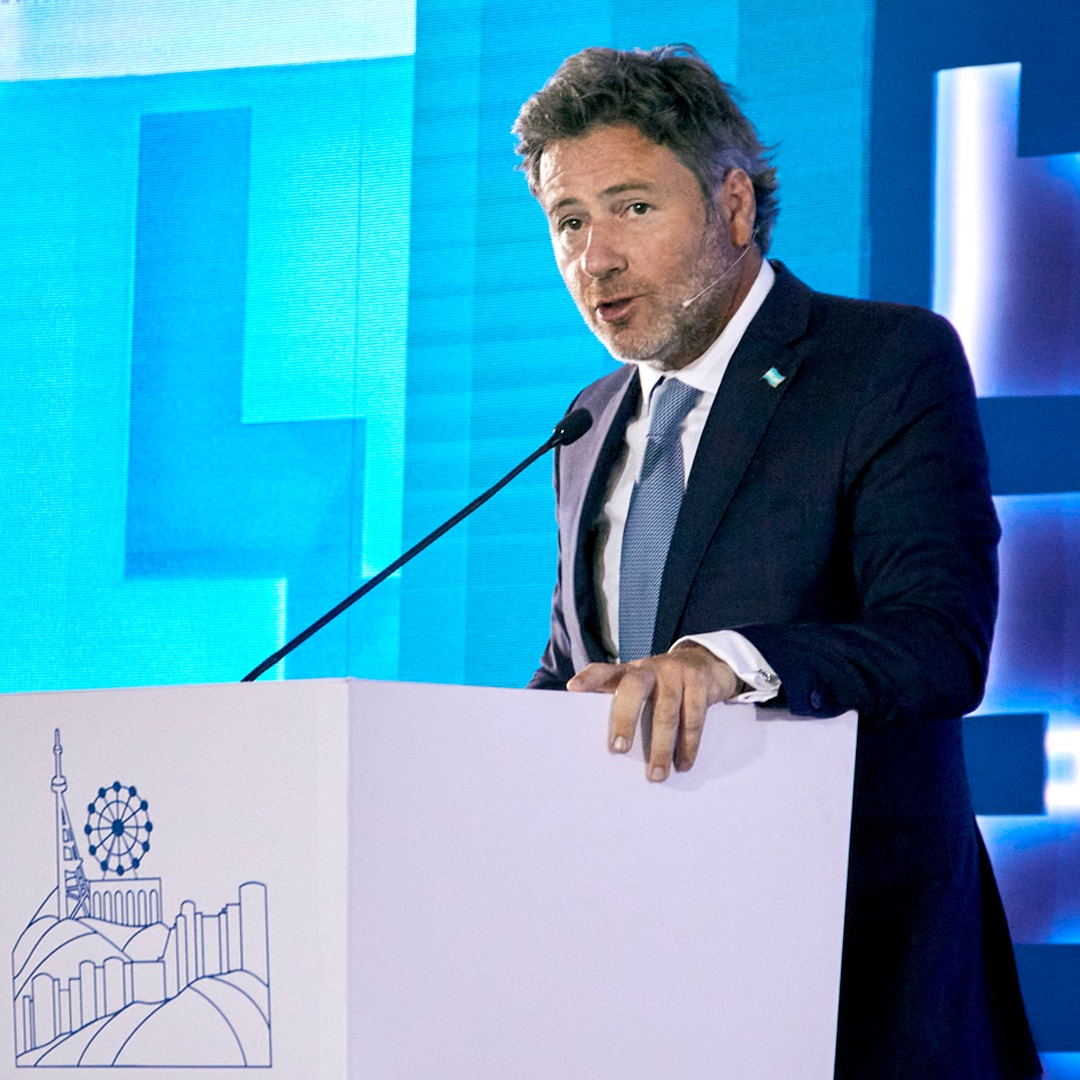
Juan Bautista Mahiques en su asunción como Presidente de la Asociación Internacional de Fiscales (IAP)

Juan Bautista Mahiques (Mercedes, Argentina, 15 de agosto de 1980) es un abogado argentino que ocupa el cargo de fiscal general de la Ciudad de Buenos Aires desde el 30 de octubre de 2019. Es también presidente de la Asociación Internacional de Fiscales (IAP), organización que nuclea a fiscales de todo el mundo. 

## Biografía y estudios
Juan Bautista Mahiques nació en Mercedes, provincia de Buenos Aires, el 15 de agosto de 1980. Se recibió de abogado en la Facultad de Derecho de la Universidad de Buenos Aires en el año 2007, y obtuvo en 2018 una maestría en Administración de Justicia otorgado por la universidad italiana Unitelma Sapienza con sede en Roma.

## Carrera
En 2015, Juan Bautista Mahiques asumió como representante del Poder Ejecutivo en el Consejo de la Magistratura de la Nación y como Subsecretario de Asuntos Penitenciarios y Relaciones con el Poder Judicial y la Comunidad Académica del Ministerio de Justicia y Derechos Humanos de la Nación. Como representante del Consejo de la Magistratura, integró la Comisión Bicameral de Monitoreo e Implementación del Código Procesal Penal Federal del Congreso de la Nación.
Juan Bautista Mahiques también ocupó dentro del Poder Judicial de la Nación los siguientes cargos: Miembro Suplente del Tribunal de Enjuiciamiento del Ministerio Público Fiscal de la Nación; Vicepresidente Segundo de la Asociación Argentina de Justicia Terapéutica;  Secretario Letrado del Consejo de la Magistratura de la Nación; Representante del Consejo de la Magistratura ante la Comisión Bicameral de Monitoreo e Implementación del Nuevo Código Procesal Penal de la Nación; Secretario del Tribunal de Enjuiciamiento del Ministerio Público Fiscal de la Nación; y Secretario del Tribunal Oral en lo Criminal Nº17.
De 2020 a 2024, se desempeñó  como Subdirector del Instituto Superior de Seguridad Pública (ISSP).
En la actualidad, Mahiques ejerce como docente titular en la Universidad Nacional de Buenos Aires (UBA) [cita requerida]y en la Universidad Católica Argentina (UCA), en la materia de Derecho Penal y Procesal Penal. También es rector del Instituto Universitario de Seguridad de la Ciudad de Buenos Aires (IUSE) desde julio de 2024 y es miembro de la Academia de Capacitación Mundial de la Asociación Internacional de Fiscales (IAP), con colegas de Estados Unidos, Australia, Canadá, Francia, Sudáfrica, República de Corea y Brasil. 

## Fiscal general de la ciudad
A principios de 2019 fue propuesto por el Gobierno de la Ciudad para ocupar el cargo de fiscal general de la ciudad de Buenos Aires.
Hubo reclamos de asociaciones vinculadas a la Justicia para impedir la candidatura, en base a que consideraron que "no satisface el requisito de idoneidad ni ofrece las garantías de independencia necesarias", por haber sido funcionario del Poder Ejecutivo Nacional, como Subsecretario de Asuntos Penitenciarios y Relaciones con el Poder Judicial y la Comunidad Académica y su representante ante el Consejo de la Magistratura.
Finalmente, no se hizo lugar a la impugnación y el pliego para su designación fue aprobado por la Legislatura de la ciudad de Buenos Aires en mayo de 2019 con 43 votos a favor.
El 30 de octubre de 2019, Juan Bautista Mahiques asumió como fiscal general de la Ciudad de Buenos Aires, sucediendo en el cargo a Martín Ocampo.

## Nombramientos internacionales
Mahiques es el presidente de la Asociación Internacional de Fiscales (IAP, por su sigla en inglés: International Association of Prosecutors), organización que nuclea a fiscales de todos los continentes. Como presidente, está encargado de coordinar y articular entre más de 350 mil fiscales de 177 países y territorios en todo el mundo. La IAP cuenta con 179 miembros, 131 son fiscalías, 41 son asociaciones de fiscales y 7 son organizaciones internacionales.
La Asociación Internacional de Fiscales fue fundada en junio de 1995 en las Oficinas de las Naciones Unidas en Viena, y trabaja en pos de mejorar y fortalecer la cooperación internacional entre fiscales y respaldar la mayor celeridad y eficiencia del intercambio de información y datos cruciales.
En abril de 2022, Juan Bautista Mahiques fue nominado para el cargo de Presidente de la IAP, siendo la primera vez que un miembro de Latinoamérica es nominado para ejercer ese puesto. 
En el marco de la 53.ª Reunión del Comité Ejecutivo de la Asociación Internacional de Fiscales (IAP), el Fiscal General de la Ciudad de Buenos Aires, Juan Bautista Mahiques, recibió el respaldo de 13 países para su nominación como candidato a Presidente de la Asociación. La votación es de carácter anónimo y actualmente los miembros del Comité Ejecutivo de la IAP pertenecen a los siguientes países: Estados Unidos de América, Corea del Sur, Reino Unido, Francia, Canadá, Dubái, Azerbaiyán, Croacia, Argentina, Australia, Georgia, Uganda, Sudáfrica, Tailandia, Chile, Hungría, Grecia y Baréin. 
Esto significa un apoyo amplio y diverso para Argentina en un foro internacional y un gran logro en términos de representatividad en la comunidad internacional de los países en vías de desarrollo.
En octubre de 2021, Juan Bautista Mahiques había sido electo Vicepresidente Regional por Latinoamérica de la Asociación Internacional de Fiscales (IAP). 

## Antecedentes académicos, premios y distinciones
En 2016, Juan Bautista Mahiques recibió un diploma de Reconocimiento por Labor en la Defensa de los Derechos Humanos en el Ámbito Penitenciario, de parte de la Asociación Argentina de Justicia Constitucional.
También se desempeñó como:
- Disertante en el “Curso de Penología e Investigación sobre Cárceles”. Organizado por el Ministerio de Justicia y Derechos Humanos de la Nación en cooperación con The University of Edinburgh, University of Cambridge, University of Glasgow y Queen´s University Belfast. Noviembre 2018.

- Disertante en la Jornada de Justicia Terapéutica: “Medidas Alternativas al Encarcelamiento Para Delitos Relacionados con las Drogas”. Organizada por el Ministerio de Justicia y Derechos Humanos de la Nación, llevado a cabo en la Escuela Judicial. 30 de agosto de 2018. Ushuaia. Tierra del Fuego. Argentina

- Disertante en “Las políticas públicas y el rol de la Justicia” Organizado por la Asociación Argentina de Justicia Terapéutica. 11 de abril de 2018. Buenos Aires. Argentina.

- Panelista en “Crimen Transnacional Organizado en Latinoamérica, realidad y desafíos”. Organizado por Programa de Asistencia Contra el Crimen Transnacional Organizado El PAcCTO y Ministerio de Relaciones Exteriores y Culto. 10 de abril de 2018. Buenos Aires. Argentina.
- Disertante “Hacia una reforma penitenciaria integral: Lineamientos Fundamentales y Experiencias Comparadas”.  Organizado por Ministerio de Justicia y Derechos Humanos de la Nación. 23 de marzo de 2018. Buenos Aires. Argentina.
- Panelista en Justicia Terapéutica. “Un enfoque sanitario para el tratamiento de la drogodependencia”.  Organizado por Colegio de Magistrados y Funcionarios del Departamento Judicial de Mercedes y Ministerio de Justicia y Derechos Humanos de la Nación. 6 de diciembre de 2017. Buenos Aires. Argentina.
- Disertante en la “Jornadas Internacionales Consejos de la Magistratura y Sistemas de Justicia”. 23 y 24 de octubre de 2017. Buenos Aires. Argentina
- Panelista en “Las políticas públicas y el rol de la Justicia”.  Organizado por Asociación de Justicia Terapéutica. 4 de octubre de 2017. Buenos Aires. Argentina.
- Disertante en la jornada “Un nuevo Rol de la Justicia en las Políticas Públicas”.  Organizado por el Colegio de Abogados de la Ciudad de Buenos Aires. Octubre 2017. Buenos Aires. Argentina.
- Panelista en “Análisis de Impacto Regulatorio”.  Organizado por Ministerio de Justicia y Derechos Humanos de la Nación. 5 de septiembre de 2017. Buenos Aires. Argentina.
- Orador en la “Conferencia Sobre la Lucha Contra la Impunidad de Crímenes Complejos. Experiencias de la Corte Penal Internacional”. Exposición: “Las implicancias prácticas del Acuerdo voluntario sobre la Ejecución de Sentencias”.  Llevado a cabo en el Salón Libertador, Palacio San Martín. Abril 2017. Buenos Aires. Argentina.
- Disertante en el Seminario “Desarrollos Contemporáneos sobre Legislación y Combate al Terrorismo Internacional”.  Dictado en el Auditorio ISEN, Ministerio de Relaciones Exteriores y Culto. Marzo 2017. Buenos Aires Argentina.
- Orador en el Seminario “La gestión Integral de los Sistemas Penitenciarios a la Luz de las Reglas Mandela”. Llevado a cabo en el Salón Auditorio Facundo de Zuviría, Ciudad Judicial, Octubre 2016. Salta Argentina.
- Disertante en la “II Asamblea Nacional del Consejo Federal de Drogas, COFEDRO”. Tema de exposición: Experiencias comparadas de Tribunales de Tratamiento de Drogas y escenarios para su implementación. Agosto 2016. Salta. Argentina.
- Orador en el Seminario “La Gestión Integral de los Sistemas Penitenciarios a la Luz de las Reglas Mandela”. Llevado a cabo en el Salón Azul Facultad de Derecho, Universidad de Buenos Aires. Agosto 2016. Buenos Aires. Argentina.
- Disertante en el “16° Congreso Sobre las Funciones del Consejo de la Magistratura”. Dictado en el Salón Dorado del Palacio de la Legislatura de la Ciudad de Buenos Aires. Organizado por la Facultad de Derecho y Facultad de Ciencias Políticas. 1° de abril de 2016. Buenos Aires. Argentina.
- Disertante en el Debate Abierto Sobre un Nuevo Paradigma de Justicia. “Los avances y Desafíos en Materia de Género”. Organizado por el Ministerio de Justicia de la Provincia de Buenos Aires. Marzo 2016. Buenos Aires. Argentina[1]

## Disputas Judiciales
En medio de la cuarentena por la pandemia de coronavirus, Mahiques fue presuntamente denunciado por la jueza Ana María Figueroa en una entrevista en la Radio AM750. La jueza afirmó que en su condición de subsecretario del ministerio de Justicia, con Germán Garavano como ministro y durante la presidencia de Mauricio Macri, Mahiques la visitó en su despacho cinco días después de que asumiera Mauricio Macri para reclamarle que firmara un fallo que declaraba abstracta la discusión sobre la constitucionalidad del pacto firmado entre Argentina e Irán por la causa AMIA. La jueza se definió como "la primera víctima del lawfare".
La expresidenta Cristina Fernández de Kirchner lo involucró en una denuncia en la CIDH como parte de una maniobra de discriminación política y persecución en su contra.
Sin embargo, en una consulta telefónica con Infobae, la jueza Ana María de Figueroa aclaró posteriormente que ella no dio nombres en la entrevista radial, sino que “Eso lo dijo el reportero”. 
La jueza Figueroa dijo que sí había recibido presiones durante la gestión anterior y dijo a modo de ejemplo que un funcionario del Ministerio de Justicia había ido a su despacho a sugerirle como proceder en una causa.
Pese a la insistencia del periodista, la jueza de Casación no quiso dar un nombre. El entrevistador fue quien evocó el de Mahiques.
A pesar de que Ana María de Figueroa no lo había nombrado, Cristina Fernández de Kirchner le atribuyó a Mahiques la autoría de la maniobra de presión relatada por la jueza.

## Publicaciones
Libros
- Juan Bautista Mahiques, Carlos Alberto Mahiques, Mariana Inés Catalano, & Mariano Hernán Borinsky (2022). Garantías del Sistema acusatorio. LA LEY.[13]
- Juan Bautista Mahiques, (2022) Prólogo de Lucha contra la corrupción con enfoque de derechos humanos para la administración de justicia. PNUD.[14]
- Juan Bautista Mahiques (2016). Régimen de Subrogancias: precedentes jurisprudenciales y lineamientos para una nueva legislación. LA LEY.[1]
- Juan Bautista Mahiques (2010). El fallo “B”: una toma de posición de la corte en el sensible tema del secreto médico y la garantía de autoincriminación. Publicación EL DERECHO PENAL. Doctrina y Jurisprudencia.[1]

Notas periodísticas
- Juan Bautista Mahiques, (31-05-2024) "La implementación del Código Procesal Penal Federal y la reconfiguración del Ministerio Público Fiscal" Infobae. https://www.infobae.com/opinion/2024/05/31/la-implementacion-del-codigo-procesal-penal-federal-y-la-reconfiguracion-del-ministerio-publico-fiscal/
- Juan Bautista Mahiques, (08-08-2023) "Políticas públicas contra la explotación sexual infantil". Clarín. https://www.clarin.com/opinion/politicas-publicas-explotacion-sexual-infantil_0_CuKrzlpy6U.html
- Juan Bautista Mahiques, (13-10-2022) "Lenguaje claro: el derecho ciudadano es comprender". La Nación. https://www.lanacion.com.ar/politica/lenguaje-claro-el-derecho-ciudadano-es-comprender-nid13102022/
- Juan Bautista Mahiques, (19-08-2022) "Crímenes violentos contra fiscales en América Latina". Infobae. https://www.infobae.com/opinion/2022/08/19/crimenes-violentos-contra-fiscales-en-america-latina/?utm_medium=Echobox&utm_source=Twitter#Echobox=1660939464
- Juan Bautista Mahiques; Mariana Catalano, (21-02-2022) "Reflexionar sobre las cenizas". Infobae.https://www.infobae.com/opinion/2022/02/21/reflexionar-sobre-las-cenizas/
- Juan Bautista Mahiques, (06-09-2021) "La inteligencia artificial al servicio de la investigación penal". Infobae. https://www.infobae.com/opinion/2021/09/06/la-inteligencia-artificial-al-servicio-de-la-investigacion-penal/
- Juan Bautista Mahiques, (05-08-2021) "Nueva perspectiva para investigar violencia de género". Infobae. https://www.infobae.com/opinion/2021/08/05/nueva-perspectiva-para-investigar-violencia-de-genero/
- Juan Bautista Mahiques, (13-10-2020) "El lenguaje claro es clave para mejorar nuestra Justicia". Infobae. https://www.infobae.com/opinion/2020/10/13/el-lenguaje-claro-es-clave-para-mejorar-nuestra-justicia/
- Juan Bautista Mahiques, (29-05-2020) "El servicio de Justicia frente a la pandemia". La Nación. https://www.lanacion.com.ar/politica/el-servicio-justicia-frente-pandemia-nid2371399/
- Juan Bautista Mahiques, (13-04-2020) "El crecimiento de la ciberdelincuencia durante la cuarentena". Clarín. https://www.clarin.com/opinion/crecimiento-ciberdelincuencia-cuarentena_0_jdLqbC-V_.html
- Juan Bautista Mahiques, (26-03-2020) "El aislamiento obligatorio y la violencia doméstica". Infobae. https://www.infobae.com/opinion/2020/03/26/el-aislamiento-obligatorio-y-la-violencia-domestica/
- Juan Bautista Mahiques, (10-06-2019) "Cómo abordar las demandas de justicia". La Nación. https://www.lanacion.com.ar/opinion/como-abordar-demandas-justicia-nid2256346/
- Juan Bautista Mahiques, (03-03-2019) "Participación ciudadana es transparencia institucional". Clarín. https://www.clarin.com/opinion/participacion-ciudadana-transparencia-institucional_0_Ts9WpV1PJ.html
- Juan Bautista Mahiques, (28-12-2018) "Abogar por la calidad de los magistrados para una Justicia mejor". La Nación. https://www.lanacion.com.ar/opinion/abogar-calidad-magistrados-justicia-mejor-nid2206035/